# Juan Fernando Olaguíbel
Juan Fernando Olaguíbel Rosenzweig (Guanajuato, México, 1896-1976) fue un escultor mexicano, autor de una obra extensa que se observa en diferentes puntos de la Ciudad de México (la Diana Cazadora, la Fuente de Petróleos) y de otras ciudades mexicanas (Monumento al Pípila). Se formó en la Academia de San Carlos (1911) bajo la influencia del Dr. Atl y las corrientes de la época, cruzando la tradición de la escultura clasicista con la moderna. Su vida está cubierta de aventuras y, relacionado estrechamente con Jose Clemente Orozco, David Alfaro Siqueiros y Dr. Atl, participó en el complejo proceso cultural de la Revolución en la primera década con la fundación del diario La Vanguardia; luchó con las armas junto a Salvador Alvarado en Campeche, donde estableció relaciones con Miguel Ángel Fernández.

## Obras

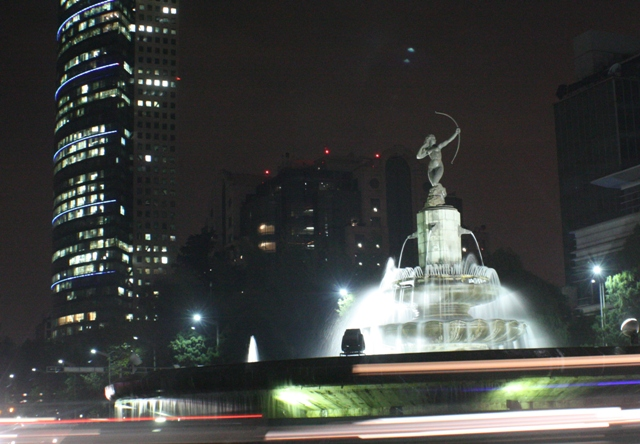
Escultura de la Diana Cazadora

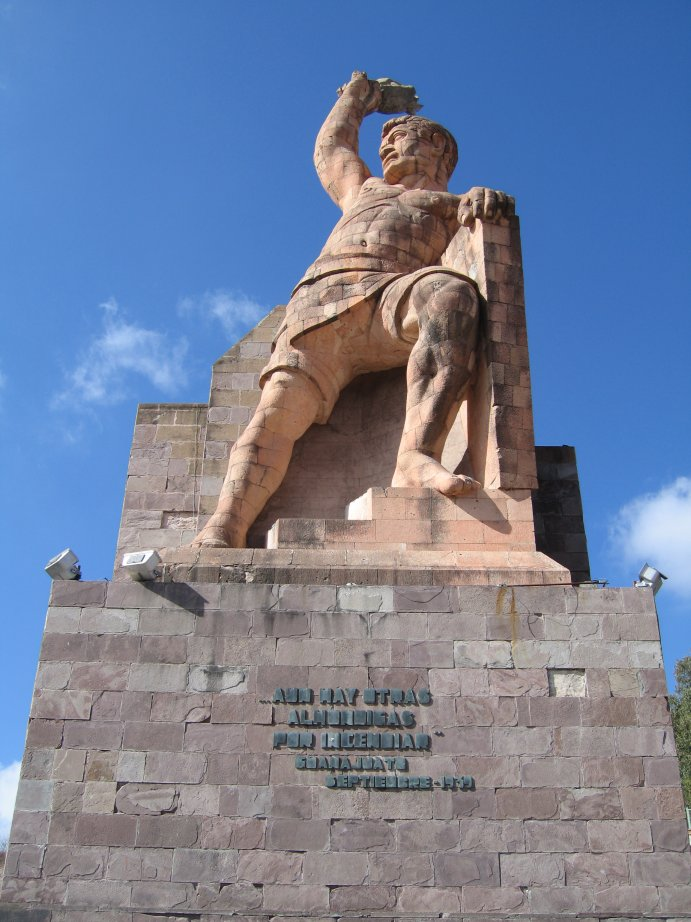
Monumento al Pípila

Algunas de sus obras más conocidas son:
- el Monumento al Pípila en Guanajuato de 1939
- junto con Vicente Mendiola Quezada creó la Fuente de Petróleos en la Ciudad de México, el Monumento a los Hombres Ilustres en Guadalajara, un monumento ecuestre en el Hipódromo de las Américas 1941, la Diana Cazadora 1942, el monumento a Nicolás Bravo en Coscomatepec, Veracruz 1942, a Morelos en Cuernavaca 1942, los monumentos a los Niños Héroes de Guadalajara 1950, y el de Benito Juárez en Toluca 1951, entre otras.
- el de Hidalgo en San Francisco, California.
- Busto a Benito Juárez, palacio del Gobierno del Estado de Baja California Sur (1965)